# Wapen van Oenkerk

Wapen van Oenkerk

Het wapen van Oenkerk is het dorpswapen van het Nederlandse dorp Oenkerk, in de Friese gemeente Tietjerksteradeel. Het wapen werd in 1984 geregistreerd.

## Beschrijving
De officiële blazoenering luidt in het Fries als volgt:
yn sulver in beam op in sweevjende greide, alles grien; kappe fan read, oan alle kanten beladen mei de blom fan de wylde tulp fan goud, mei trije brede en trije smelle tsjelk-blêden.
De Nederlandse vertaling luidt als volgt:
in zilver een boom op een zwevende grasgrond, alles groen; gekapt van rood, aan alle kanten beladen met de bloem van de wilde tulp van goud, mei drie brede en drie smalle kelkbladen.
De heraldische kleuren zijn: zilver (zilver), sinopel (groen), keel (rood) en goud (goud).

## Symboliek
- Zilveren punt: verwijst naar de toren van de plaatselijke Mariakerk en naar de bebouwing van het dorp.[2]
- Bloemen van wilde tulp: staan symbool voor de twee buitenplaatsen in het dorp, de Stania State en de Heemstra State. De wilde tulp is namelijk een stinsenplant die vaak aangetroffen wordt in de tuinen van buitenplaatsen.[2]

## Zie ook

Vlag van Oenkerk